# Institut fédéral de São Paulo
Institut fédéral de São Paulo (en portugais : Institut fédéral de São Paulo, IFSP), ou intégralement: Institut fédéral de l'éducation, de la science et de la technologie de São Paulo (en portugais : Instituto Federal de Educação, Ciência e Tecnologia de São Paulo)  est une institution qui propose un enseignement supérieur et une formation professionnelle sous forme pluridisciplinaire. Il s’agit d’une institution avec plusieurs campi, spécialisée dans l’enseignement professionnel et technologique dans différents domaines de la connaissance (biologie / sciences humaines / sciences exactes). Il était auparavant connu sous le nom de Centre fédéral d'éducation technologique de São Paulo (en Portugais: Centro Federal de Educação Tecnológica de São Paulo, CEFET-SP). L'IFSP est l'un des cinq collèges fédéraux à São Paulo, les autres étant ITA, UFSCar, UNIFESP et UFABC . 